# St. Sigismund (Pleystein)

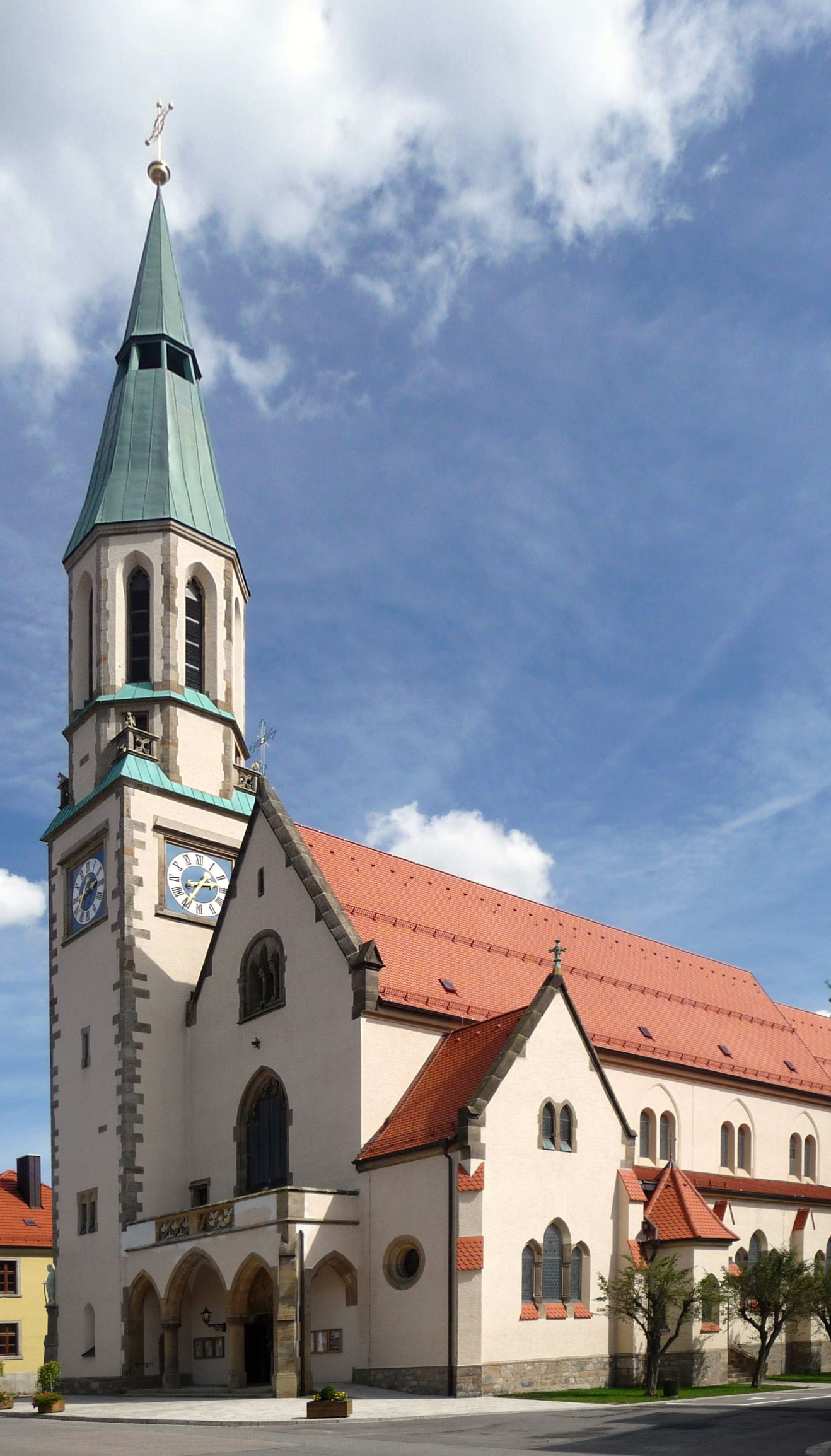
Pfarrkirche St. Sigismund in Pleystein

Die Pfarrkirche St. Sigismund ist die römisch-katholische Stadtpfarrkirche von Pleystein in der nördlichen Oberpfalz im Bistum Regensburg. Sie wurde nach einem Brand der alten Pfarrkirche im Jahre 1901 erbaut und steht heute unter Denkmalschutz.

## Geschichte
Im Jahr 1396 entstand die erste Pfarrkirche des Ortes. Ein Bau aus der zweiten Hälfte des 18. Jahrhunderts wurde beim Brand von Pleystein 1901 vollständig zerstört. Das heutige neugotische Bauwerk wurde nach den Plänen der Architekten Heinrich Hauberrisser und Joseph Koch gebaut und erhielt 1905 die kirchliche Weihe.

## Ausstattung

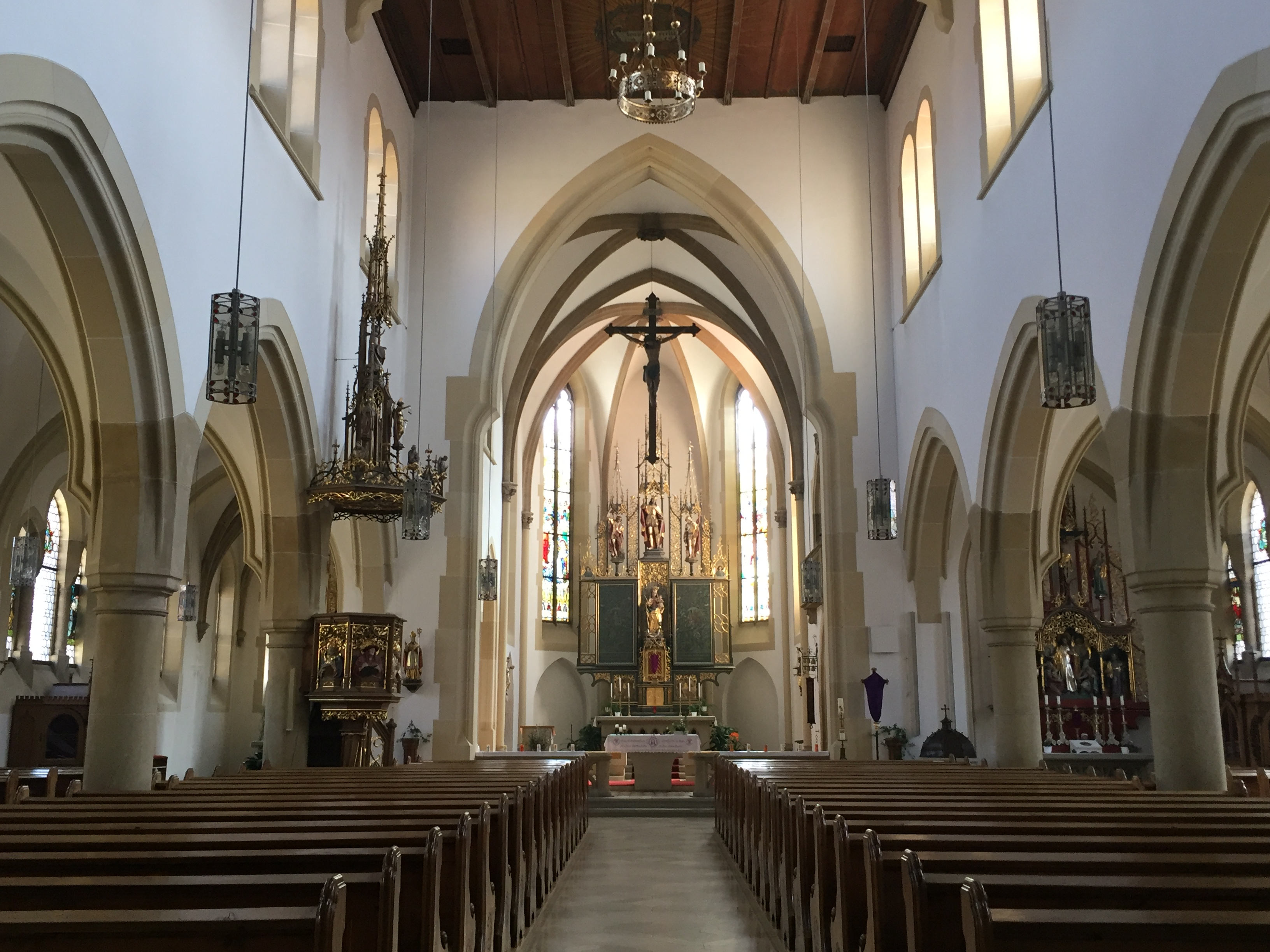
Innenansicht zum Altar

Im Chorraum befindet sich der geschnitzte Flügelaltar. Er zeigt auf der linken Seite das Abendmahl, auf der rechten Seite das Pfingstbild und an den beiden Flügeln sind Szenen aus dem Leben des Kirchenpatrons St. Sigismund dargestellt. Rechts ist zu sehen, wie er ein Kloster gründet und bauen lässt, links wie er adelige Jugendliche unterrichtet. An der Spitze des Altars befindet sich Gottvater mit einer Weltkugel. Oberhalb der Flügel ist in der Mitte eine Statue des Heiligen Sigismund, zu seiner rechten Seite der heilige Florian und zu seiner Linken der heilige Ritter Georg angebracht.

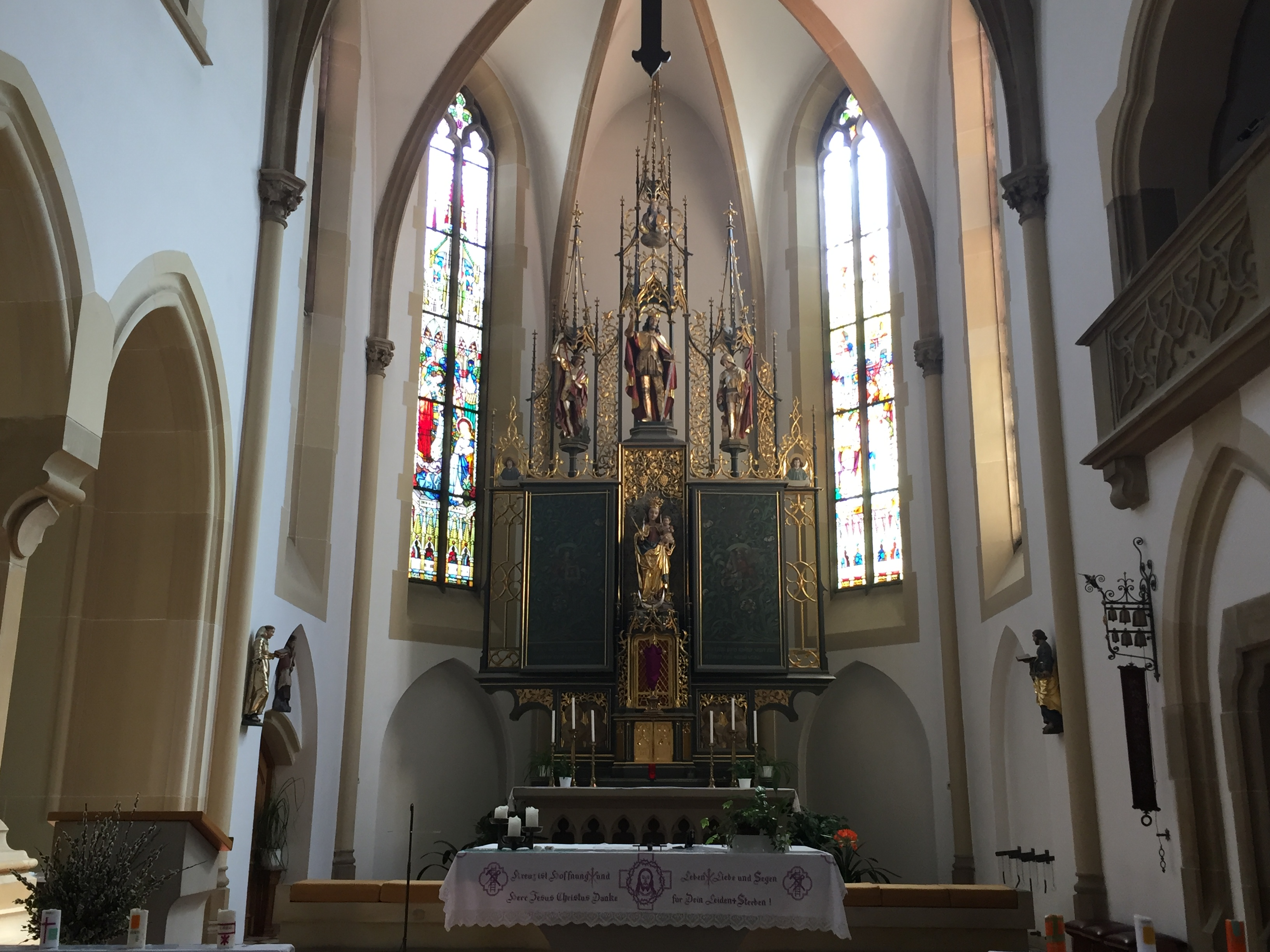
Der Chorraum mit Altar

Die Fenster hinter dem Flügelaltar zeigen die Verkündigung des Erzengels Gabriel an Maria auf der linken Seite und auf der rechten Seite die Geburt Jesu und die Anbetung der Hirten. Im Fenster rechts vom Hochaltar wird die Taube mit dem Ölzweig, die Noah nach der Sintflut aussandte, dargestellt. In den Nischen am Fenster links des Altares sind die Apostelfürsten Petrus und Paulus zu sehen.
Auf der rechten Seite befindet sich im Kirchenschiff der Herz-Jesu-Altar, auf dem dargestellt ist, wie Jesus alle mühseligen und beladenen Menschen einlädt. Neben dieser Darstellung sind Figuren des heiligen Josef und des heiligen Aloisius zu sehen, oben auf dem Seitenaltar eine Kreuzigungsgruppe mit Maria und Johannes. An der linken Seite steht in einer kleinen Seitenkapelle der Marienaltar. Dort ist die jugendliche Madonna mit dem Jesuskind dargestellt, die dem heiligen Dominikus einen Rosenkranz übergibt. Auf den beiden Flügeln sind Mariä Heimsuchung und Krönung Mariens abgebildet und oben befinden sich Statuen der heiligen Barbara und der heiligen Katharina seitlich und der Maria mit dem Jesuskind in der Mitte.

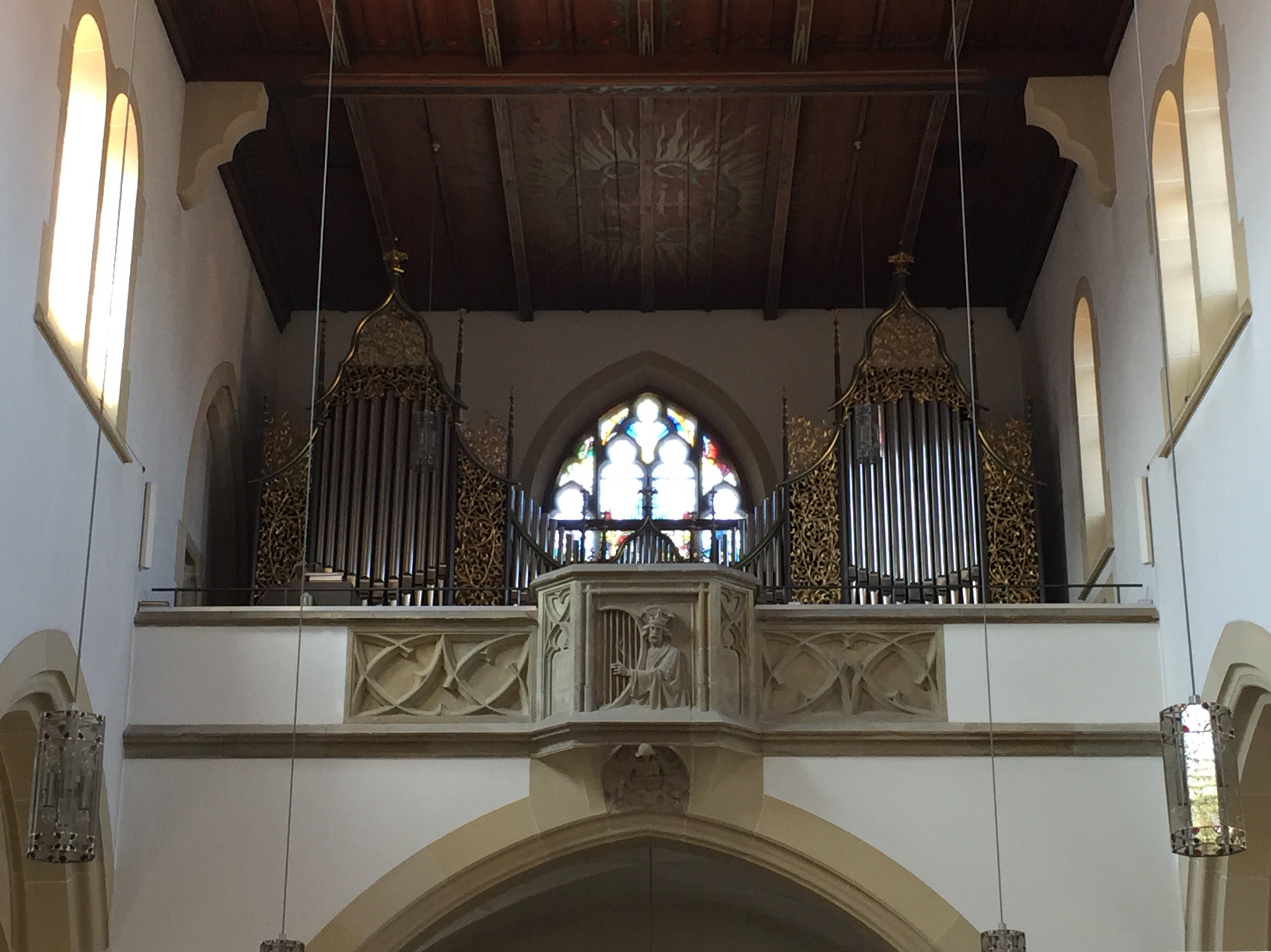
Orgel

1906 erhielt die Kirche eine Orgel als Opus 920 von Steinmeyer mit 26 Registern auf zwei Manualen und Pedal.

## Glocken
Im Jahr 1949 goss die renommierte Glockengießerei Otto in Bremen-Hemelingen für die Kirche zwei Bronzeglocken. Sie sind auf d – g gestimmt und haben Durchmesser von 1400  und 1049 mm.